# ひとりにしないで
『ひとりにしないで』は、1995年7月6日から9月21日までフジテレビ系「木曜劇場」枠で放送されたテレビドラマ。

## キャスト
- 小宮千春：賀来千香子
- 山岡研太郎：陣内孝則
- 野中みどり：水野真紀
- 米山淳：東幹久
- 桜井レイ子：岡本夏生
- 石田優子：磯野貴理子
- 阿部杏子：佐伯伽耶
- 本多：三谷昇
- 高橋：橋爪淳
- 安藤みすず：あいはら友子
- 三上誠司：加藤雅也

## スタッフ
- 脚本：吉田紀子
- 音楽：小室哲哉、久保こーじ
- 主題歌：globe「Feel Like dance」
  - globeのデビュー曲。
- 演出：藤田明二、佐藤祐市
- 企画：小林義和、西本泰子
- プロデュース：高橋萬彦
- 制作：フジテレビ、共同テレビ

## 放送日程
| 各話   | 放送日        | サブタイトル     |
| ------ | ------------- | ---------------- |
| 第1話  | 1995年7月6日  | 33歳OLの憂うつ   |
| 第2話  | 1995年7月13日 | スキのない女？   |
| 第3話  | 1995年7月20日 | 人恋しい夜       |
| 第4話  | 1995年7月27日 | アッタマきちゃう |
| 第5話  | 1995年8月3日  | 30女を惑わす男   |
| 第6話  | 1995年8月10日 | 抱かれるのが怖い |
| 第7話  | 1995年8月17日 | あの人からの卒業 |
| 第8話  | 1995年8月24日 | 嫌いになれたら…  |
| 第9話  | 1995年8月31日 | 突然その夜は来た |
| 第10話 | 1995年9月7日  | 辞表             |
| 第11話 | 1995年9月14日 | プロポーズ       |
| 第12話 | 1995年9月21日 | 33歳・女の決断   |

| フジテレビ系 木曜劇場  | フジテレビ系 木曜劇場 | フジテレビ系 木曜劇場 |
| 前番組                 | 番組名                | 次番組                |
| ---------------------- | --------------------- | --------------------- |
| 輝く季節（とき）の中で | ひとりにしないで      | 恋人よ                |